# 聖ヤリマン学園シリーズ
『聖ヤリマン学園シリーズ』（せいヤリマンがくえんシリーズ）は、2011年12月22日にORCSOFT（オークソフト）のいち部署であるTermGoblinより発売された「聖ヤリマン学園援交日記」をはじめとする、聖マリアン学園関係者をヒロインとした18禁アダルトゲームのシリーズである。また、それを原作とするジュブナイルポルノ小説とアダルトアニメ作品とAV作品。
そして2021年12月24日、リメイク部署のteam.ZOMBIEより、10周年記念としてリメイク第一弾「聖ヤリマン学園パコパコ日記2021」が、2022年12月24日には「奥様は元ヤリマン2022」が発売された。

## 用語
聖マリアン学園
ミッション系の附属女子校で、正式名称は「聖マリアン大学付属高校」。校則が厳しく偏差値も高いことで有名だが、実際は服装などの風紀に対しては自由な校風で、金髪や茶髪、ガン黒肌などにも寛大である。日頃の厳しい校則からハメを外すために夜の街を徘徊し、援交をするJKが多いという噂があることから、裏では「聖ヤリマン学園」と呼ばれている。
サポート
主に援交のことで、男がJKに援交を求めることを「サポートする」、JKの方から男に援交の指名をすることを「サポートを受ける」といい、それをまとめて「サポ」と言う。
パコる
主にセックスのことをいい、援交とセックスをセットで行う事を「サポる」と言う。
諭吉さん
サポートの際の取引などに用いられる貨幣単価で、額面に描かれている人物からその名が付けられている。単価は「諭吉さん1人=1万円」。
オジサマ
サポートしてくれる中年男性の事。親密な関係になると「パパ」と呼ばれる事も。

## ストーリー

### 聖ヤリマン学園援交日記
外資系大手広告代理店に勤める主人公・斎木靖男は、結婚20周年目で妻と離婚し、一人夜の街を歩いていたところ、聖マリアン学園の制服を着たJK・みほに呼び止められ、世間話などを経て気に入られ、情事を共にする。若さを取り戻したように自信の付いた靖男はその後も援交という形でみほとの情事を重ねたうえ、彼のことを聞いたみほの友人であるえり、れい、まなも靖男に興味を持ち、身体を重ねるのであった。

### 聖ヤリマン学園パコパコ日記2021(番外編)
斎木靖男が援交をはじめてしばらく経ったある日、ヤリマンJK用に下準備しようとアダルトショップに訪れた時、アダルトショップに似つかわしくない一見真面目そうなJKがまじまじとコンドームを見ていた。靖男はふとそのJKあやに声をかけられ、コンドームについての説明を受け、靖男は真摯に解説する。グッズを購入し店を出ようした靖男にあやは自身の身体でコンドームを使ったセックスをレクチャーしてほしいと、処女を貰ってほしいと唐突にいうのだった。

### 奥様は元ヤリマン
春、父の単身赴任を機に一人暮らしをすることとなった主人公雨宮悠斗は、同じマンションに住む奥様で小さい頃からお世話になっている守崎恵、奥寺杏奈、鈴元眞子に助けられ、持ちつ持たれつの穏やかな日々を送っていた。そして夏休みのある日、悠斗の誕生パーティーを開くことにした3人は悠斗に誕生日プレゼントに何か欲しいものはあるのか尋ねたところ、酒に酔っていた悠斗はつい「童貞を卒業したい」と口を滑らす。それを聞いた3人は、それまで息子として見ていた悠斗がいつの間にか一人の牡になっていたことに気付く。聖マリアン学園卒業生の仲良し3人組で、かつて援交などでセックスに明け暮れる日々を思い出して再び牝として火が着いた3人と、悠斗の情事が始まるのであった。

### 奥様は元ヤリマン2022(番外編)
奥様3人衆とドロドロの性欲に塗れた日々を送っていたある日、薫が丸一日恋人みたいにデートをしたいと駄々をこねるが3人とも小さい子供の面倒でそれどころではないと諦めていたが、ボーイスカウト系の運営に携わっている眞子の弟が子供達と1週間キャンプに行くと言ったため、眞子はならばと奥様3人と悠人の4人で温泉旅行に行こうと提案する。こうして子供達の目を気にすることなく性欲のタガが外れた奥様3人との、獣のようなセックス旅行がはじまるのであった。

### 聖ヤリマンシスターズパコパコ日記
春、スポーツ特待生としてスポーツ系の名門校・北開学園に入学することとなった主人公安藤健太は親元を離れ、昔住んでいた町の親戚にあたる永瀬家に居候することになり、昔ほのかな恋心を抱いていた従姉妹との再会を心待ちにしていた。しかし、双子の姉妹永瀬沙希と永瀬真希は聖マリアン学園で学園生活を送っているうちにヤリマンJKへと変貌していたため、引っ越してきたその夜に彼女らの逆夜這いにより健太は童貞を失う羽目となる。かくして、永瀬夫婦の不在をいい事に健太と双子姉妹のヤリまくりセックスライフが始まるのであった。

## 登場人物

### 聖ヤリマン学園援交日記（登場人物）
斎木靖男（さいき やすお）
主人公。外資系大手広告代理店の第一営業部で部長を務めている。妻を楽させるために仕事に没頭したが故に、逆に夫婦仲が冷め切り、妻が二回りも下の男と浮気したのがきっかけで離婚、自分のせいでもあると納得もしており、離婚初夜に街を徘徊していた所でみほに出会い、以来援交にハマった彼はみほを含むJKと肉体関係を結ぶ事となる。
小太りで一見人の良さそうに見えるが、会社ではやり手の部長として有名で、また公私共に紳士的に接する事から周囲から慕われている。ペニスのサイズも規格外で、みほをはじめとするヤリマンJKたちから高く評価されている。
みほ
聖マリアン学園3年5組在籍。茶髪姫カットロングヘアの爆乳白ギャル。チュッパチャップスが好きで、大抵舐めている。
みほが2年生の頃に離婚直後に街を徘徊していた靖男に興味を抱いて情事を共にした靖男のはじめてのサポート相手。金とセックスが好きで、金さえ払えば誰とでも寝る。しかし靖男と出会い、彼の人柄と、彼との情熱的なセックスを気に入り、以後は他の誰よりも「24時間諭吉さん一人」での彼とのセックスを最優先するようになる。
(2021年版) 外見的に変更点は無し。
えり
本名エリアンナ・千草。聖マリアン学園2年1組在籍。ブラジル人の母と日本人の父を持つハーフで、天然の褐色肌と金髪、そして母親譲りのグラマーな身体を持つ。チアリーディング部所属。
みほの親友でもあり、みほから靖男の事を聞いて興味を持ち、彼女の方から靖男を誘いセックスをし、以後は彼とのセックスにハマる。アナルセックスも経験済み。
(2021年版) 髪型が茶髪のロングヘアになっている。
れい
聖マリアン学園3年5組在籍。みほと同じクラス。長身、長髪で褐色肌、そして整った顔に豊満な身体と一見モデルにも見られるが、幼少の頃から格闘技を習っているため(入学と同時に辞めている)喧嘩が強く学園や不良たちの間では有名。
周囲から孤高の狼に見られるが、根は純情で靖男とセックスするまで処女。幼い頃に父親を亡くしているためファザコン気味。可愛いモノ好きで下着も可愛い系を着用するなど外見に似合わず乙女チックな性格で、家の経済負担を助けるために地味なバイトをして家計を助けている。学校では比較的真面目に授業を受けており、学園が通称・ヤリマン学園と呼ばれ、学園生徒の大半が援交していることを知らなかった。周囲には知られてないが、陥没乳首がコンプレックス。
みほと関係を持って1年後、ある晩に酔っ払った不良に絡まれていた靖男を助けて以来知り合いとなり、流されるまま彼により処女を喪失、靖男を亡父と重ねるようになり、以後は彼の家に家事などの目的で訪れるようになり、彼が感謝料としてお金を渡し、時には悩みなどに親身に接する事もあるため、以後は彼をパパと呼び、恋慕に近い感情で慕うこととなる。
(2021年版) 髪型がショートヘアーになってある。
まな
聖マリアン学園1年8組在籍。ショートボブとサイドテールが特徴で、乳輪の大きい爆乳を持つ白ギャル。
自分の方からサポートを持ちかける積極派で、セックスの場所もカラオケBOXや漫画喫茶など、店内で人に見つかるかも知れないスリルを味わいながらセックスする露出性癖の持ち主でもあり、オジサマたちの間でも「諭吉くん一人でサポれるJK」としてアイドル的存在で有名。
みほ達との付き合いで援交目的のJKの見分けが出来るようになってきた靖男が、駅前でいかにも男を物色しているように見えたまなにサポートを持ちかけ、まなも彼とのセックスにハマり、以後も関係を持つ。
(2021年版) 髪型が金髪になっている。

### 聖ヤリマン学園パコパコ日記2021(番外編)
あや
聖マリアンヌ学園3年5組在籍で、みほとれいと同じクラスメイトでクラス委員長。黒髪+眼鏡+真面目に着ている制服と『真面目』を地で行く性格で、援交とは無縁に生きている印象を持つ。自分の通う高校が援交で有名な「ヤリマン学園」と呼ばれている事は知っており、全校生徒の半数以上がヤリマンJKだという事も知っており、それまで自身とは関係ないと聞き流していたが、みほ達がセックスの話をしている内に好奇心を抱き、ある日アダルトショップでコンドームを観察していた所を靖男と出逢う。彼がみほ達が話していた人だという事も直感で分かり、また彼が真摯に接してくれた事もあり、彼なら処女を捧げても良いと初体験を持ちかけ、そして満足のいく初体験をしたあやはその後も相談と称して情事を重ねるのだった。

### 奥様は元ヤリマン（登場人物）
雨宮悠斗（あまみや ゆうと）
主人公。進学校として有名な私立八幡学園1年6組在籍。ファミリータイプの分譲マンション「グランメゾン八幡」の602号室に住む。父子家庭で母親の幼少の頃に死別しており、それまで父と生活していたが、春に父の単身赴任が決まり、一人で生活する事になった。
幼少の頃から母親代わりに面倒を見てもらった3人の奥様に対し感謝の気持ちを持ち、奥様たちの子供の面倒を見るなりして持ちつ持たれつの関係を築いてきたが、16歳の誕生日にうっかり酒を飲み、酔った拍子に「童貞卒業したい」と言ってしまったのをきっかけにやがて奥様たちと関係を持ち、奥様たちの優しさに突け込み、家庭を壊すかもしれないと思う罪悪感と、肉欲には逆らえず奥様たちと性行を重ねるという、板挟みの毎日を送る事となる。
守崎恵（もりさき めぐみ）
601号室に住んでいる未亡人妻で、孝太という一人息子がいる。夫は数年前に死別しており、保険金などの蓄えがあるが、働くのを止めたら人間ダメになると床屋で働いている。気の強さ切符の良さに惚れる男が多く、再婚を申し入れる者もいるが、孝太が一人前になるまで再婚しないとその度に断っている。
聖マリアン学園卒業生で、JK時代は悪い男たちとセックスに明け暮れていたが、当時担任教師だった夫が親身に接してくれたのをきっかけに交際をはじめ、卒業と同時に結婚した経緯がある。
誕生パーティーで悠斗が童貞卒業をしたいと言ったのがきっかけで、将来の悠斗のためにひと肌脱ぐという建て前で、他の奥様たちと一緒に悠斗の相手をする事となる。
奥寺杏奈（おくでら あんな）
603号室に住む人妻で、幸穂という一人娘がいる。堅いイメージ通りの教育ママで、娘に習い事をさせている。時々旦那の仕事の「手伝い」をする。
聖マリアン学園卒業生で、クラスの委員長を務める傍ら、援交好きのJKとして色々な男とセックスし、卒業後もその筋のお仕事をしていた時に映像関係の仕事をしている夫と出会い結婚した。
誕生パーティーで悠斗が童貞卒業をしたいと言ったのがきっかけで、夫が多忙なためにセックスが少ないのもあり、将来の悠斗のためにひと肌脱ぐという建て前で、他の奥様たちと一緒に悠斗の相手をする事となる。
鈴元眞子（すずもと まこ）
604号室に住んでいる人妻で、双子姉妹の母。専業主婦で、単身赴任中の夫の代わりに家庭を守っている。おっとりした性格で、時々悠斗や奥様たちの子供のためにお菓子を作ってあげたり服を仕立ててくれたりと面倒を見てくれ、子供たちからも「第二の母親」として懐かれている。
聖マリアン学園卒業生で、落ち込んでる人を無料でセックスで慰め元気づけてくれる事から、当時の男たちから「タダマン女神様」として崇められており、夫ともその時に出会い、恋愛の末に結婚した。彼女にはアゲマン効果があり、夫も結婚がきっかけで出世している。恵・杏奈の事が大好きで、2人が同じマンションに住んでいると聞き、旦那におねだりして同じマンションに引っ越してきたほど。
誕生パーティーで悠斗が童貞卒業をしたいと言ったのがきっかけで、夫がいない寂しさもあって、将来の悠斗のためにひと肌脱ぐという建て前で、他の奥様たちと一緒に悠斗の相手をする事となる。

### 聖ヤリマンシスターズパコパコ日記（登場人物）
安藤健太（あんどう けんた）
主人公。小さい頃からプロ野球選手を目指す野球少年で、スポーツ系の名門校である私立北開高校にスポーツ特待生として入学するにあたり、5年前まで自分が住んでいた町の、親戚の永瀬家が通学にも便利だという理由で永瀬家に居候する事になり、小さい頃から憧れを抱いていた双子姉妹に逢う事を楽しみにしていたが、面影を全く残さないヤリマンJKになっていた事に愕然とし、さらに居候初夜に逆夜這いにより童貞を喪失し、以後は永瀬夫婦の不在をいい事に双子姉妹と肉欲にまみれた毎日を送る事となる。
永瀬沙希（ながせ さき）
双子姉妹の姉で、ヤンキー系黒ギャルJK。聖マリアン学園3年2組在籍。巨乳。昔は近所のガキ大将で健太の面倒を見ていた乱暴だけど優しいお姉さんで、「サキ姉」と呼んでいる。交友関係が深く、その気になったらJKたちを集めて合コンを即セッティングできるほど。
最近まで付き合っていた男がダメ人間で、見限って別れてフリーになっていた所へ健太が居候する事になったので、これ幸いとヤリ友になったが、昔のままで接してくる健太に時々本気になる事がある。
永瀬真希（ながせ まき）
双子姉妹の妹で、小悪魔系白ギャルJK。聖マリアン学園3年2組在籍。爆乳。昔は一緒にお風呂に入ったり本を読んであげたりと優しいお姉さんで、「マキ姉」と呼んでいる。
最近まで付き合っていた既婚のオジサマが奥様に財産を奪われ離婚されたので見限って別れたところで健太が居候する事になったので、これ幸いとヤリ友になったが、昔のままで接してくる健太に時々本気になる事がある。

## アダルトアニメ版
アダルトアニメ版が複数発売されている。2013年2月22日に『聖ヤリマン学園援交日記 THE ANIMATION』、2014年6月27日に『新・聖ヤリマン学園援交日記 THE ANIMATION』がそれぞれピンクパイナップルより、2014年2月28日に『奥様は元ヤリマン Besiuted』がサークルトリビュートより発売されている。
- 『聖ヤリマン学園援交日記 THE ANIMATION』（2013年2月22日発売[1]） JDXA-56993
- 『新 聖ヤリマン学園援交日記 THE ANIMATION』（2014年6月27日発売[2]） 403jdxa57242
- 『聖ヤリマンシスターズ パコパコ日記 THE ANIMATION』（2015年3月27日発売[3]）
- 『奥様は元ヤリマン -Besiuted-』（2014年2月28日発売[4]）　sczt001
- 『奥様は元ヤリマン -Besiuted- 第二巻』（2015年11月27日発売[4]）

## アダルトビデオ版
2013年6月1日にMOODYZより上原保奈美の主演による実写アダルトビデオ版が『聖ヤリマン学園援交日記』のタイトルで発売されている。

## 関連商品
ジュブナイルポルノ小説
- 『正ヤリマン学園援交日記』（パラダイム、2013年2月22日発売） ISBN 978-4-89490-532-0
  - レーベル - ぷちぱら文庫
  - 著 - 春風栞
  - イラスト - MARIO
  - 監修 - ORCSOFT